# Трёхпалые карликовые тушканчики
Трёхпалые карликовые тушканчики, или трёхпалые полутушканчики (лат. Salpingotus) — род млекопитающих семейства тушканчиковые.

## Виды и распространение
В роде трёхпалых карликовых тушканчиков выделяют пять видов.
- Бледный тушканчик (Salpingotus pallidus). Центральный и Южный Казахстан.
- Жирнохвостый тушканчик (Salpingotus crassicauda). Восточный Казахстан, Южная и Юго-Западная Монголия, Северо-Западный Китай.
- Тушканчик Гептнера (Salpingotus heptneri). Казахстан.
- Тушканчик Козлова (Salpingotus kozlovi). Южная и Юго-Восточная Монголия, Внутренняя Монголия, Синьцзян, Ганьсу, Шэньси, Нинся (Китай).
- Тушканчик Томаса (Salpingotus thomasi). Афганистан[1]. Возможно, синонимичен белуджистанскому тушканчику Salpingotulus michaelis[3].

Трёхпалые карликовые тушканчики — обитатели пустынь и полупустынь.

## Внешний вид
Животные мелких и очень мелких размеров. Размерный половой диморфизм выражен только у тушканчиков Козлова, у которых самки значительно крупнее самцов.
Мордочка вытянутая, притупленная. Голова по отношению к туловищу очень крупная. Хорошо развитый подвижный пятачок. Уши широкие, трубчатые и относительно длинные. Хвост примерно в два раза длиннее тела, у взрослых особей утолщён в первой трети длины. На конце хвоста расположена редкая кисточка волос. Когти на передних конечностях длинные и изогнутые. Задние конечности трёхпалые. Длина ступни у большинства видов составляет около 42 % длины тела. Подушечки мелкие, не разделены на доли. Щётка на нижней стороне пальцев задней конечности хороша развита.
Волосяной покров густой и мягкий. Голова и спина песчаная с лёгкой тёмной струйчатостью. Брюхо чисто-белое. Вибриссы густые и длинные.

## Образ жизни
Активность зверьков приходится на ночь. День проводят в норах. Основу питания составляют семена и насекомые. Зимой впадают в спячку.

## Размножение
Имеют низкий репродуктивный потенциал. У большинства видов в течение года не более одного приплода. У самок 4 пары сосков.